# Glinde
Glinde är en stad i Kreis Stormarn i förbundslandet Schleswig-Holstein i Tyskland.